# Zimányi Károly
Zimányi Károly (Buda, 1862. március 2. – Budapest, 1941. szeptember 24.) magyar geofizikus, mineralógus, múzeumigazgató.

## Életpálya
Egyetemi tanulmányait Budapesten végezte. 1884-1894-ig a budapesti műegyetem ásvány- és földtani tanszékén tanársegéd, majd gimnáziumi tanár. 1895-ben a Magyar Nemzeti Múzeum Ásvány és Őslénytárához került szaktisztviselőnek. 1922-től 1932-ig a múzeum igazgatója.

## Kutatási területei
Magyarországi ásványok metallográfiájával foglalkozott. Vizsgálta a pirit magyarországi előfordulásait. 1909-ben új ásványt is leírt, a lelőhelyéről elnevezett Gömör (szlovák) vármegyei vashegyitet.

## Írásai
Az ásványtan körébe vágó dolgozatai külföldi és hazai szakfolyóiratokban jelentek meg.
- Főbb művei:
  - A kőzetalkotó ásványok fő fénytörési együtthatói nátrium-fénynél (Budapest, 1893),
  - Az alsósajói cinnabarit kristálytani vizsgálata… (Budapest, 1905),
  - Kristálytani vizsgálatok Krassó-Szörény vármegye pyritjein (Budapest, 1926).
  - Technikai chemiai vizsgálati módszerek – (Budapest 1927), Királyi Magyar Természettudományi Társulat – több szerzővel közösen,

## Szakmai sikerek
- 1904-től a Magyar Tudományos Akadémia tagja,
- 1930-ban a Földtani Társaság Szabó József-emlékéremmel díjazta